# 伊ヶ崎綾香
伊ヶ崎 綾香（いがさき あやか）は、日本の女性声優、同人作家。
ダミーヘッドマイクを使用したボイスドラマ制作を中心に行い、声優として出演している。同人サークル『シロクマの嫁』代表。商業では美少女ゲームメーカー『しろくまだんご』のプロデューサー、ディレクション、シナリオ、レコーディング、音声編集、効果音制作、デザイン、広報、営業などの役職を担当している。

## 経歴

### 2015年以前
幼少期、周囲から声について褒められることがあり、叔母からも声優になったらいいのにと言われたことがきっかけで意識するようになった。加えて、小学生の時からアニメを通じて声優に興味を持っていた。ある日、学生時代の知人の頼みで声の仕事を引き受ける。その後、ニコニコ動画を見て同人活動を始めた。
伊ヶ崎綾香の名義で活動を開始。名前の由来はアニメ『忍たま乱太郎』の登場人物。ニコニコチャンネルで「二声の人妻」の名前で動画投稿を始めた。2015年4月初生放送を実施した。
同じ時期に、同人作家と声優として創作活動。個人サークル『シロクマの嫁』を設立。他のサークルの作品にも声優として出演。自宅でスタジオを設立。作品はバイノーラル方式にて収録されている。

### 2015年～2017年
商業ブランド・つみきそふとによる美少女ゲーム『ハプニングLOVE!!』のオーディションに参加し、ユーザー投票によってメインヒロイン役として決定、商業ゲーム声優として初出演。オーディションがニコニコ生放送にて放送。
また、つみきそふとの流通を戯画が担当していたことに着目し、戯画の担当者に向けて営業活動を展開していた。そして2016年、代表者とプロデューサーとして商業美少女ゲームブランド『しろくまだんご』を設立した。デビュー作『癒しの女神の実験台』は2017年9月に発売。ゲームはバイノーラル方式にて収録されている。ブランドが萌えゲーアワード2017のニューブランド賞を受賞。
2016年8月、ニコニコ動画体験型サウンド生放送のパーソナリティーとして出演。
2017年2月、ニコニコバレンタイン企画にディレクション、シナリオ制作及び声優として出演。

### 2018年
「シロクマの嫁」の活動と商業美少女ゲームにの出演を継続しつつ、二つ目の個人サークル「ブラックマの嫁」を設立。
2018年4月9日、音泉のラジオ番組のパーソナリティーとして初出演。
2018年5月9日より、音泉のラジオ番組の固定パーソナリティーとして出演。
2018年8月31日、メインヒロインとしてOVAに初出演。

### 2019年
2019年4月7日放送開始のTVアニメ『洗い屋さん!〜俺とアイツが女湯で!?〜』に、サブヒロインとしてTVアニメに初出演。佐々倉芽衣役。
2019年7月1日企業枠『伊ヶ崎綾香プロデュースチャンネル』を開始。音声作品業界の声優を育成するプロデューサーとして活動。
2019年8月21日より、BitStar傘下『メゾワン』に所属するバーチャルライバー『あまねそよぎ』の声を担当。主な活動場所はYouTube。

### 2020年
2020年10月2日放送開始のTVアニメ『レヱル・ロマネスク』に出演。西瓜役。

### 2022年
三つ目のサークル「シロクマ秘密結社」、四つ目のサークル「伊ヶ崎綾香の庭」設立。
音泉の固定パーソナリティーのラジオ番組が再編のため終了。

### 2023年
2023年1月25日より、新しく再編された音泉のラジオ番組の固定パーソナリティーとして出演。

### 2025年
2025年3月28日、自身が設立した商業美少女ゲームブランド『しろくまだんご』の2作目となる「妹(姉)は兄(弟)の性癖を歪ませたい！」を発売。

## 人物
耳かき専門店で働いていたことがある。
音響マニアックであり、作品の音に対してこだわる。

## 出演作品
| 作品タイトル | 販売日         |
| --- | -------------- |
| 立体音響耳かきボイス(女医さんver)アナザーストーリー | 2012年05月22日 |
| 『立体音響!電車で、電話で、お部屋で♪おねぇさんにイタズラされる音声』                                                                                         | 2013年03月16日 |
| 添い寝ボイス『理想の嫁ver』本編（ノイズカット版） | 2013年03月20日 |
| 立体音響添い寝ボイス『理想の姉妹ver』 | 2013年04月29日 |
| 立体音響!ご主人様の命令は絶対です!? | 2013年05月26日 |
| 無料配布！立体音響添い寝ボイス『貴方のメイドver』 | 2013年05月27日 |
| 立体音響♪シロクマ耳かき店へようこそ! | 2013年07月05日 |
| 立体音響♪シロクマ耳かき店!(添い寝&耳かきボイス作成ツール付き!)                                                                                               | 2013年07月05日 |
| 立体音響!PC乗っ取り計画♪ | 2013年08月21日 |
| 立体音響!人妻さんとの秘密♪ | 2013年10月18日 |
| シロクマ耳かき店へようこそ!2＆シロクマの湯。 | 2013年12月19日 |
| 貴方のお部屋にお邪魔します! | 2014年04月12日 |
| 耳かき研究部 入門編&文化祭 | 2014年06月14日 |
| 立体音響ボイスCD | 2014年08月12日 |
| 山奥の隠れ家旅館 | 2014年08月13日 |
| 智美先生の早漏とれーにんぐ♪ | 2014年09月26日 |
| 貴方は勇者様ではありません! | 2014年12月23日 |
| 暴走メイドの妄想!?日記 | 2014年12月23日 |
| 星空の海 | 2015年01月08日 |
| 暴走メイドの妄想!?日記2 | 2015年02月20日 |
| 理想の玩具の作り方～実験素材募集中☆～ | 2015年03月27日 |
| 添い寝カフェ『しろくまのしっぽ』 | 2015年04月17日 |
| ぐるーみんぐ☆まっさーじ♪『かりん』 | 2015年06月26日 |
| ASMR☆めいどinあやか | 2015年07月15日 |
| 甘やかされorモルモット入院生活! | 2015年08月05日 |
| みみぼんver2!バイノーラル囁き耳かき付き☆ | 2015年10月26日 |
| 【イヤホン必須】みみもと☆あだると放送局ver1 | 2015年12月11日 |
| 【イヤホン必須】みみもと☆あだると放送局ver2 | 2016年01月15日 |
| 極上の癒し～夢見月の湯宿一泊二日専属仲居付きスイートプラン                                                                                                   | 2016年04月08日 |
| みみもと☆ぱるふぇ(ハイレゾ版) | 2016年07月29日 |
| 夢見月の湯宿その2～専属仲居2名付き極上プラン(ハイレゾ音源)～                                                                                                 | 2016年10月21日 |
| あだると放送局ver3（ハイレゾ＆バイノーラル録音） | 2016年10月26日 |
| 美シク咲ク七色ノ薔薇～翡翠の羽～(ハイレゾ音源) | 2016年12月31日 |
| せいえき☆検査病棟 | 2017年04月29日 |
| 美シク咲ク七色ノ薔薇～夕凪の詩～ | 2017年08月13日 |
| 弟っていうのはお姉ちゃんが大好きな生き物なんでしょ? | 2017年10月29日 |
| 癒しの花園 | 2017年12月29日 |
| 癒しの花園～FD～ | 2018年01月01日 |
| 夜空の箱舟 | 2018年03月30日 |
| 異種族専門風俗店～魔法のKiss～ | 2018年04月27日 |
| あだると☆放送局4 | 2018年05月18日 |
| ネトリネトラレ | 2018年07月20日 |
| 奴隷に堕ちた貴方の運命 | 2018年10月05日 |
| 囚われの奴隷性活 | 2018年10月26日 |
| ストレス発散、おじさんの飼い方 | 2018年12月27日 |
| 音喫茶ねころび | 2019年01月01日 |
| 【録り下ろし】音喫茶ねころび、体験チケットコース【癒しの1時間】                                                                                              | 2019年01月12日 |
| 【舐め音特化】耳の奥底で蠢いて～舐め音に溺れるバイノーラル～                                                                                                 | 2019年04月19日 |
| 【耳元吐息☆バイノーラル】みふゆのアソコの音、配信しちゃいます♪                                                                                               | 2019年06月17日 |
| 我ら、音めぐり同好会 ～無印～ | 2019年08月11日 |
| 貴方の耳は天使と悪魔の試験課題!?～両耳舐めの誘惑～ | 2019年09月20日 |
| 童貞狩り～監禁拘束逆レイプ～ | 2019年10月10日 |
| みるく☆こんとろ～る!～憧れの配信女神が押しかけ!リアル射精管理♪～                                                                                             | 2019年11月13日 |
| 【両耳ぐちゅぐぽ+乳首攻め】貴方はお姫様の暇つぶし玩具～囚われのお姫様～                                                                                      | 2019年12月03日 |
| 貴方の眠れる音、探しましょう?～水・泡・波の音～ | 2020年01月01日 |
| 【両耳舐め特化】お兄さん、教えて?～ちょっぴり悪戯・濃厚えっち!～                                                                                             | 2020年01月17日 |
| エッチな効果音は声と同時収録☆性癖更生プログラム～両耳舐めも沢山、全身開発♪～                                                                                 | 2020年03月25日 |
| 【ねっとりぐちゅぐぽ耳奥耳舐め】いっぱい甘えてダメになっちゃえ♪【両耳舐めも!】                                                                               | 2020年04月30日 |
| 【実際に行為をしていると感じる】あだると放送局5～綾姉と作品制作編～【声/音同時収録!】                                                                        | 2020年05月13日 |
| 【丸呑み/全身舐め】触手の海に呑まれ、愛される～ゾクゾクが止まらない耳奥舐め～【舐め音/水音たっぷり♪】                                                        | 2020年06月08日 |
| 【実際に行為をしていると感じる/おま〇こ耳舐め】耳オナ☆耳元オナニー専門店～私のおま〇こ沢山使ってね♪～【生オナホモード付き!】                                 | 2020年06月26日 |
| 【両耳奥舐め】転送魔法で生絞り☆サキュバスちゃんねる～精液いっぱい貢いでね♪～                                                                                 | 2020年07月07日 |
| 【実際に行為をしていると感じる】あだると放送局6～綾姉と夏休み～【たっぷり耳奥舐め/おま〇この音】声・音同時収録!                                              | 2020年07月23日 |
| 【安眠特化/重複一切無し23時間】鈴蘭の森と小鳥の羽休め～眠れるASMR/耳かき/安眠ラジオ/マッサージ～【完全新作4本立て/音だけトラック有】                         | 2020年08月03日 |
| 【両耳犯し/耳舐め特化】性技で勝負☆生贄救出大作戦!?〜アナタを巡るえっちな争い〜【濃厚エッチな3時間半】                                                        | 2020年09月06日 |
| 【動画付き★実際に行為をしていると感じる】動画付き!動くあだると放送局7～シロクマ秘密結社入社編～                                                              | 2020年10月06日 |
| 【ワンコイン以下/2時間以上】あだると放送局7.5〜綾姉のぷにぷにオナホールをもっと楽しもう編〜                                                                  | 2020年10月23日 |
| 【収録時間約4時間】やきもちを妬いた奥さんが積極的になってめちゃくちゃに愛されるお話♪                                                                         | 2020年11月13日 |
| マッサージ棒(意味深)でトロトロおま〇こマッサージ〜施術師体験、してみませんか?〜                                                                              | 2020年12月04日 |
| 【両耳舐め&舌をねじ込む耳奥舐め】双子姉妹に挟まれてのあまあま?搾精生活〜ペットのエサはアナタの精液!?〜                                                       | 2020年12月25日 |
| 僕にお姉ちゃんが出来ました+綾姉のお耳開発レッスン〜綾姉のおま〇こで沢山オナニーしてね☆〜                                                                     | 2021年01月08日 |
| 天国への勧誘はおま〇こで!?〜天使さんの筆おろし大作戦!〜 | 2021年01月24日 |
| あだると放送局8〜綾姉のおま〇こであそぼう!イベント開催編☆〜                                                                                                  | 2021年02月11日 |
| センセイとヒメゴト。〜甘く淫らに堕ちる姉妹の物語〜 | 2021年02月19日 |
| ひとつ屋根の下、親戚の旅館で同居生活☆ | 2021年03月04日 |
| 【本物の髪を使ったASMR】髪の毛で気持ちよくしてあげる【髪コキ/髪の毛で乳首弄り/シャンプー/カット】                                                            | 2021年03月11日 |
| 【声&音同時収録/3時間】中出し☆デトックスサロン【両耳舐めも!】                                                                                                | 2021年03月23日 |
| 【声/音同時収録】あだると放送局9〜綾姉と二人でずっぽり温泉旅行編〜と、耳舐めこれくしょん!【完全録り下ろし10時間半】                                          | 2021年04月15日 |
| 【2時間/110円】生ハメ有り!アダルトグッズ紹介チャンネル | 2021年04月30日 |
| お姉ちゃんたちから好き放題されちゃう♪～身体検査から始まる開発ゲーム～                                                                                        | 2021年05月20日 |
| 【完全新作3本勃て】耳舐め活動☆略して『舐め活』+舐め好き彼女は好きですか?+伊ヶ崎綾香、舐め活始めました♪【たっぷり7時間半】                                    | 2021年06月10日 |
| 【イラスト33枚/7時間】耳元特化☆貴方は勇者様ではありません!～召喚されて異世界性活!?～                                                                         | 2021年07月02日 |
| 【あだると放送局10】僕と推し(声優)の秘密の時間～耳に圧を感じる耳舐めと癒しメニュー～【声/音同時収録】                                                        | 2021年08月06日 |
| 【4時間20分】囁きバイノーラルカフェのメイドは、知らない間におま〇こ使われ放題!?【耳奥耳舐め/耳元くちゅ音】                                                   | 2021年09月03日 |
| 【舐め溺れ/ゾクゾク体験】イき返って恩返しニャ!～ハーレムも個別も充実☆約4時間30分～                                                                           | 2021年10月09日 |
| 【新作2本立て/5時間】ランダム要素で飽きない全身&耳舐めオナニーライフ♪+伊ヶ崎綾香の抜けるエッチなアドリブASMR【両耳舐め/射精管理編も】                        | 2021年11月06日 |
| 【新作2本立て】少子化対策『おま〇こ検診制度』～初めておま〇こに中出しスタンプ♪～おちん〇ん検診付き!【約6時間】                                               | 2021年12月04日 |
| 【8時間】貴方に想いを寄せるダウナー系のアノ娘と癒しの温泉旅行&トラ猫娘達に舐め振り回されるけど、わからせおま〇こする新年【自然溢れる旅館で収録した癒しの音】 | 2022年01月02日 |
| 【眠れるASMR系バイノーラルラジオ】淫ラジDL版1 | 2022年01月24日 |
| 耳舐め特化☆伊ヶ崎綾香のあだると放送局生放送仕立て♪両耳舐めもいっぱい!                                                                                        | 2022年02月05日 |
| 【mp3版をchobitで本編無料公開】本編『111分』ぜ～んぶchobitで聴けちゃう射精貯金【生活応援企画】                                                               | 2022年02月14日 |
| 【舐め特化】ファン投票アイドルセンターオーディション～大量に投票券を持ってたら全員とヤれちゃいました♪～【たっぷり約7時間半】                                 | 2022年03月04日 |
| 癒しと耳舐め☆くま耳リフレ～女の子達に囲まれて両耳が気持ちよくなる4時間55分のリフレメニュー♪～                                                                | 2022年03月16日 |
| 【耳舐め特化】もっと『舐め活2』と伊ヶ崎綾香のオンライン舐め活♪(約5時間収録!)【耳奥舐め】                                                                     | 2022年04月02日 |
| 【眠れるASMR系バイノーラルラジオ】淫ラジDL版2【8時間36分収録】                                                                                               | 2022年04月27日 |
| 双子の舌～両耳舐め双子オナサポシチュエーション～ | 2022年05月14日 |
| 【安眠耐久ASMR】～お茶と囁き。お耳癒しとマッサージ～【音だけメニュー有】                                                                                     | 2022年06月16日 |
| 耳でイク!オナサポ学園～綾姉の7日間射精管理合宿(CV:伊ヶ崎綾香)～@あだると放送局                                                                               | 2022年07月07日 |
| 【眠れるASMR系バイノーラルラジオ】淫ラジDL版3【9時間収録】                                                                                                   | 2022年07月20日 |
| 【眠れるASMR系バイノーラルラジオ】淫ラジDL版4【9時間収録】                                                                                                   | 2022年08月31日 |
| 【舐め特化】モン娘注意報!【超ハーレム体験】 | 2022年09月02日 |
| 【マイク挿入/胎内回帰】君の性癖を歪めたい～密着耳元囁き距離でえっちな音集め～【フェチ音】                                                                    | 2022年10月14日 |
| 双子の舌2～お姉ちゃんがいっぱい!両耳舐めダブルおま〇こシチュエーション～【5時間45分】                                                                        | 2022年11月03日 |
| 【眠れるASMR系バイノーラルラジオ】淫ラジDL版5【癒しの9時間25分】                                                                                             | 2022年11月30日 |
| 【超密着耳元吐息】あだると放送局～綾姉のおま〇こで甘やかし寝かし付け編～                                                                                     | 2022年12月09日 |
| 伊ヶ崎綾香は亀頭攻めがしたい! | 2022年12月20日 |
| 【超舐め特化/約7時間30分】完全舐め下ろし☆蕩ける耳舐めマッサージ聴き比べ【機材3種比較耳舐め】                                                                 | 2023年01月06日 |
| 【両耳舐め】お姉ちゃん達と一緒☆生ハメ童貞卒業配信～こんなエッチな事されたら性癖歪んじゃうよぉ～【両耳囁き】                                                  | 2023年01月20日 |
| 【舐め音マシマシ】保健委員のお姉ちゃんの身体検査～エッチな検査で性癖歪まされちゃえ♪～                                                                        | 2023年02月10日 |
| 【安眠耐久ASMR】～お茶と囁き。ネイルケアとお耳掃除～【音だけメニュー有】                                                                                     | 2023年02月17日 |
| 伊ヶ崎綾香の生あだると放送局～オナホに腰振りエクササイズ配信編～                                                                                             | 2023年02月24日 |
| 【囁き/耳舐め特化】お耳密着型☆コンカフェ『みみなめぇ～る』へようこそ♪                                                                                        | 2023年02月28日 |
| 【重複無し特濃5間/ご奉仕(意味深)価格】エッチな出し物しかない学園祭でヤりたい放題♪【おまけイラスト6枚付き!】                                                  | 2023年03月17日 |
| 伊ヶ崎綾香の生あだると放送局～えっちな質問に赤裸々回答!配信～                                                                                                | 2023年03月24日 |
| 【耳元密着距離】親愛の証の両耳キスから始まる性癖歪ませ学園性活♪                                                                                              | 2023年04月13日 |
| 【約5時間40分】10通りのエッチで甘酸っぱい物語【大ボリューム】                                                                                                | 2023年04月24日 |
| 伊ヶ崎綾香の生あだると放送局～手コキ手袋でおちん〇んトロトロ配信～                                                                                           | 2023年04月28日 |
| お耳密着型☆コンカフェ『みみなめぇ～る』へようこそ♪ ～初めてでも安心☆のえる×まほの欲張りご奉仕～                                                              | 2023年05月04日 |
| 【どのルートも精液枯れ不可避】女幹部と正義のヒロインのおちん〇ん(貴方)争奪戦！                                                                               | 2023年05月23日 |
| プールサイドで性癖歪ませ計画～プールに入る度、思い出して勃起する身体にしてあげる♪～                                                                          | 2023年06月02日 |
| ディルド舐めでリアルなフェラ音☆舐め音いっぱい!舐め舐めマッサージ配信@伊ヶ崎綾香の生あだると放送局♪                                                           | 2023年06月04日 |
| 【強刺激☆両耳奥舐め特化】ざりゅざりゅ耳舐めマッサージ ～超ゆっくり追い詰める至高のオナサポコース&即ヌキオナサポコース～                                      | 2023年06月18日 |
| 巫女のお姉ちゃんは本当に処女?～おちん〇んで処女膜探しするけど気持ちよすぎてすぐ負けちゃう～                                                                  | 2023年07月03日 |
| 効果音同時収録と効果音ロケで"本当に田舎で過ごす"を感じられるASMR生活 ～田舎でお姉さんに身も心も甘やかされて全部がどうでもよくなるまで気持ちよくなる～        | 2023年07月09日 |
| 【約27分/110円】射精できないお外で煽られまくる、勃起が止まらない27分間!@伊ヶ崎綾香の生あだると放送局突発配信♪                                                | 2023年07月21日 |
| 【耳舐め沢山】何度も射精させられちゃうエッチな搾精牧場@伊ヶ崎綾香の生あだると放送局♪                                                                         | 2023年07月29日 |
| お耳も沢山気持ちよくなる!お姉ちゃんの甘やかしおちん〇んトレーニング♪【舐め音たっぷり】                                                                       | 2023年08月01日 |
| 【複数物件契約でハーレム特典あり♪】おま〇こで町おこし!生ハメし放題なおま〇こ付き物件に移住しませんか??【重複無し198分】                                      | 2023年08月06日 |
| 【舐め音たっぷり】あだると放送局～綾姉のソープ1日体験入店イベント&追加のペロペロご奉仕編～【4時間11分重複無し】                                              | 2023年08月18日 |
| 勇者様に癒しのご奉仕♪大人しいエルフ姉妹の両耳囁き密着距離の(エッチな)人間観察!                                                                               | 2023年08月20日 |
| 【舐め音たっぷり/耳元吐息】伊ヶ崎綾香の生あだると放送局～おちん〇ん洗いマッサージ編～                                                                        | 2023年08月24日 |
| 【お耳開発/耳舐め】迷える子羊くんの性癖を歪めるシスターさんの、甘やかし全肯定♪両耳&乳首開発部屋【乳首攻め】                                                  | 2023年09月08日 |
| 伊ヶ崎綾香の生あだると放送局～しっかり負荷(意味深)をかけてトレーニング&シコシコ運動会～                                                                      | 2023年09月13日 |
| 【超☆舐め特化】全身をぐちゅぐちゅに舐め犯される触手エステ～透明なお汁しか出せなくなるまでお射精デトックスコース～【全身舐め】                                | 2023年09月15日 |
| 2人のママが両耳密着舐め抜きコース☆両耳囁き&両耳舐め特化型コンカフェ『みみなめぇ～るママ』へようこそ♪【3時間26分】                                            | 2023年09月21日 |
| 貴方に構ってほしいお姉ちゃん幽霊達のエッチな悪戯!両耳密着☆性感帯開発されて性癖歪まされちゃえ♪                                                                | 2023年10月12日 |
| 【密着/イチャ甘】伊ヶ崎綾香の生あだると放送局～休日同棲シチュで癒されながら抜こう♪～                                                                         | 2023年10月26日 |
| 【完全新作3本分重複無し】ハーレムエッチも安眠も即抜きもこの1作品で完璧!サキュバス達の罠に喜んでハマりたくなる3作品!                                          | 2023年11月20日 |
| 伊ヶ崎綾香の生あだると放送局～ディルドフェラでリアルフェラ音おちんぽマッサージ店ごっこ～                                                                     | 2023年11月27日 |
| 【5時間43分/超両耳犯し舐め】あだると放送局『伊ヶ崎綾香は焦らしたい!』～(多分勝てないから)全トラック負け射精のおまけ付き♪+生誕祭は子宮に精液プレゼント他～    | 2023年12月12日 |
| 【両耳舐め/両乳首舐め虐め特化】伊ヶ崎綾香の生あだると放送局～プレゼント役の貴方を好き放題弄ぶ配信編～                                                        | 2023年12月24日 |
| 【音声作品×副音声】抜ける作品×副音声で凶悪搾精兵器爆誕!枯れるまで絞られる副音声付き音声作品【たっぷり2時間】                                                 | 2023年12月25日 |
| 【効果音同時収録】イケナイ事は気持ちいい。貴方の大好きな人から貴方の心と身体、奪います♪シチュオムニバス。【3時間25分】                                       | 2024年01月09日 |
| 【完全新作3本セット】超耳元密着型☆お耳が気持ちよくなるオンラインソープ始めました♪                                                                            | 2024年01月23日 |
| 【超密着囁き耳舐め特化】3機材舐め比べ!舌と吐息を本当に感じる発情耳舐め音比べエッチ【完全舐め下ろし】                                                         | 2024年02月09日 |
| エッチなトラップダンジョンで超媚び媚び過激配信してたらトラップに完全敗北!! 娼館でのおまんこ奉仕が確定するまで♪+おまけ☆                                       | 2024年03月08日 |
| 伊ヶ崎綾香の生あだると放送局～綾香ナースのおちんぽ治療～ | 2024年03月11日 |
| 伊ヶ崎綾香の生あだると放送局～メイドさんのちょっと意地悪なオナニーサポート～                                                                                 | 2024年03月27日 |
| 【完全新作3本勃て】超有能孕ませ屋さんの貴方は孕ませ中出し放題♪                                                                                               | 2024年04月05日 |
| 【濃厚ベロチュー特化】メイドさんの実践型イチャ甘性教育～頑張ったら中出しし放題のご褒美おまんこ♪～【3時間21分】                                               | 2024年04月12日 |
| ○○って女、誰?～彼女に推しの存在がばれておちんちんを滅茶苦茶にされる～【伊ヶ崎綾香のアドリブバイノーラル/約50分収録】                                         | 2024年04月17日 |
| 【超密着舐め特化!】貴方も舐め活始めませんか?【4時間15分】 | 2024年05月03日 |
| サキュバスだってイチャ甘恋愛がしたい! | 2024年05月15日 |
| お姉さん達が性癖ぐちゃぐちゃにしてあげるから覚悟して? | 2024年05月21日 |
| 異世界に召喚されて姫様達と幸せ結婚性活♪～清楚な姫と気高い姫騎士。二人の嫁ができちゃいました!～                                                               | 2024年06月06日 |
| 伊ヶ崎綾香の生あだると放送局～貴方の運命(射精)はサイコロ次第!?配信編～                                                                                       | 2024年06月09日 |
| 【体験版専用録り下ろし生ハメ音声無料公開】綾姉のあだると放送局(CV:伊ヶ崎綾香) ～貴方の子種で孕ませチャレンジ!耳元ザーメンおねだり!公開種付け配信編～         | 2024年06月16日 |
| 【イヤホン必須】毎日孕ませ♪綾姉の動く☆あだると放送局【バイノーラル音声】                                                                                     | 2024年06月16日 |
| 【超抜き特化】勃起したら抜いてあげるのが常識な世界でお射精し放題♪                                                                                            | 2024年07月05日 |
| 波の音と潮風香る『浜の小路』で癒しのひととき～しゅわしゅわ炭酸泡特化メニュー～                                                                               | 2024年07月18日 |
| 伊ヶ崎綾香の生あだると放送局～分身して両耳&両乳首同時責めで絞られちゃえ♪～                                                                                   | 2024年07月22日 |
| お姉様方に全身玩具にされる、情けな～い完全敗北お射精性活♪ | 2024年08月01日 |
| 【2作品同梱】温泉女子とハメ撮り実験温泉旅行♪と+後日談!その他オマケ沢山☆                                                                                      | 2024年08月09日 |
| 先生のコト、一生忘れられない身体にしてあげる♪ | 2024年08月22日 |
| メイドの下着を盗んでいる疑惑で理不尽なお仕置きされちゃうご主人様♪【約129分】                                                                                 | 2024年08月29日 |
| 伊ヶ崎綾香の生あだると放送局～イボイボ手袋で逃げ場ナシ☆乳首&おちんぽ洗いでデトックス♪～                                                                      | 2024年09月06日 |
| 【アダルトASMR】声優のフリートークやASMRで抜き抜きしたい悪い子のアナタへ♪                                                                                    | 2024年09月13日 |
| 【Live2D動画×ASMR】本物ディルドでリアルなフェラ音再現☆汎用性抜群のお口抜き動画まとめ♪                                                                        | 2024年09月26日 |
| ふれあい♂♀動物カフェ～舐め舐め大好き☆わんわん編～ | 2024年10月04日 |
| 【選べるフィニッシュ差分】貴方の中の天使と悪魔が"超密着ゼロ距離"で 汎用性抜群のシチュ別お射精サポート♪【汎用性抜群オナサポ素材付き】                         | 2024年10月10日 |
| 伊ヶ崎綾香の生あだると放送局～遠隔操作オナホでおちんぽ実験～                                                                                                 | 2024年10月12日 |
| 初恋のお兄さん(アナタ)をオトす誘惑メンエスごっこ♪ ～アナタが理性崩壊してお射精おねだりしちゃうまで～                                                         | 2024年10月31日 |
| 伊ヶ崎綾香の生あだると放送局～婦警『綾香』のおちんぽ尋問編～                                                                                                 | 2024年11月09日 |
| 伊ヶ崎綾香が"超密着ゼロ距離"で 汎用性抜群のシチュ別お射精サポート♪【汎用性抜群オナサポ素材付き】                                                             | 2024年11月15日 |
| 【6時間↑】メイド達のおちんぽ誘惑☆生ハメおねだり性処理ご奉仕～メイド達に生ハメご褒美あげないご主人様は襲われても仕方ありません♪+短期アルバイトメイド綾香編～  | 2024年12月01日 |
| 【5時間超え】おまんこでエロトラップダンジョン作ってみた♪挑戦者(おちんぽ)募集中@あだると放送局                                                                | 2024年12月12日 |
| 伊ヶ崎綾香の生あだると放送局～おちんぽでホワイトクリスマス(意味深)編～                                                                                       | 2024年12月23日 |
| 【両耳密着】ママ達のおちんぽ応援甘やかしトレーニング♪【約3時間15分】                                                                                         | 2025年01月10日 |
| 【4時間↑】身体の相性から始める婚活～女の子達のメスアピールに自己肯定感(おちんぽ)爆上がり☆ お気に入りの女の子(おまんこ)選んで生ハメ中出し婚!!～               | 2025年01月28日 |
| 【抜きすぎ注意☆おちんぽイライラ度極悪級♪】抜き特化えっち系フリートーク ～身体(おまんこ)使って赤裸々実験!?+大人の玩具レビューASMRとエッチな質問回答編～       | 2025年02月04日 |
| 《連日敗北確定》伊ヶ崎綾香の生あだると放送局～オナ禁させる気が無いオナ禁応援(煽り)配信5日分～ +過激なおまけ【約5時間半】                                     | 2025年02月11日 |
| 即売会系のイベントがもっと楽しくなる『あだると放送局』 | 2025年03月01日 |
| 完全にちんぽを舐め切ってるギャルをオホ声止まらなくなるまで快楽責め♪ ちんぽに媚びるようになるまでを完全収録☆音声作品化しちゃいました☆                         | 2025年03月07日 |
| 【催眠返し】貴方にかける筈だった催眠をそのまま本人に催眠返し☆ 自分で考えた最悪の快楽地獄で"わからせ"られる女幹部さん♪【3時間半】                             | 2025年03月18日 |
| 《禁断の○○○○音》色々聴こえちゃう使った後の玩具のお片付け&イベント後の生絞り配信@生あだると放送局                                                             | 2025年04月02日 |
| 【祝☆綾姉オナホ化】私のおまんこ自由に使っていいよ♪@あだると放送局【伊ヶ崎綾香】                                                                              | 2025年04月18日 |
| 【約4時間/吐息感じる両耳密着口撃☆】平凡な日常にスパイス(サキュバス)を♪                                                                                       | 2025年05月05日 |
| 【約29時間】2025年M3春版たっぷり音喫茶を堪能するDVD♪DL版 | 2025年05月14日 |
| 【約6時間/全編媚び媚び孕ませおねだり】孕ませマッチングアプリ ～子供が欲しい女性に孕ませ中出しするだけの簡単なお仕事です♪～                                   | 2025年05月19日 |
| 自分モチーフのオナホおまんこでご奉仕配信☆精子一匹も逃しません♪@伊ヶ崎綾香の生あだると放送局！                                                                | 2025年06月04日 |
| 誘惑に勝てるかな?ルインドオーガズムチャレンジ♪@伊ヶ崎綾香の生あだると放送局                                                                                  | 2025年06月11日 |
| 【舐め音たっぷり】先輩(カノジョ)と隠れて超密着イチャ甘シチュエーション☆ バレちゃダメな場所なのに我慢できなくされて、エッチな事しまくっちゃう性活♪            | 2025年06月26日 |
| おちんちんのお世話は私達に任せなさい♪@妹(姉)は兄(弟)の性癖を歪めたい！                                                                                       | 2025年06月30日 |
| 愛用ディルド御開帳♪リアル耳元ディルド舐め裏サイン会他配信セット@伊ヶ崎綾香の生あだると放送局                                                                 | 2025年07月14日 |
| 伊ヶ崎綾香のアドリブばいのーらる@おしがま編 | 2025年07月20日 |
| 【超絶舐め尽くし3時間↑】大人の舌技で堕とされる『大人の舐め活』 ～両耳に両乳首☆左右からぎゅ～っと挟まれて腰が跳ねるほど舐め尽くされる全身開発♪～              | 2025年07月31日 |
| 【約1時間14分/初回割引330円】我慢汁でローション作り配信@伊ヶ崎綾香のアドリブ☆ばいのーらる♪                                                                   | 2025年08月08日 |
| 【腰ヘコ止まらない♪】伊ヶ崎綾香の"両耳で感じる" 最高に気持ちいい『お射精サポート舐め抜きコース☆』 【汎用性抜群オナサポ素材付き】                             | 2025年08月22日 |

| 作品タイトル | 販売日         |
| --- | -------------- |
| 立体音響!弟を好き過ぎるお姉ちゃんの耳かき・手コキ・添い寝 | 2012年06月23日 |
| エッチで弟大好きなお義姉ちゃんたちの性教育～早漏訓練編2～ | 2013年05月25日 |
| エッチで弟大好きなお義姉ちゃんの性教育～最高の筆おろし編～ | 2013年07月06日 |
| Battledore and shuttle"Cock" | 2013年08月30日 |
| 朝あね。 お姉さんと、のんびり おふとんの中。 | 2013年12月06日 |
| エッチで弟大好きなお義姉ちゃんの性教育～最高にあまあまな早漏訓練編～                                                                                          | 2013年12月14日 |
| 耳かき催眠 | 2014年01月15日 |
| Lv1ボイスクエスト～盲目戦士はエルフの国でハーレム三昧～ | 2014年04月25日 |
| 癒姉妹-遙花 | 2014年06月14日 |
| 明晰淫夢 | 2014年08月30日 |
| 癒姉-真菜美 | 2014年11月23日 |
| 愛の告白されてみませんか～文化祭の後、あこがれのクラスメイトから～                                                                                            | 2014年12月07日 |
| アイドル養成Cafe☆～癒しのアイドル目指しますっ♪～【ライブ曲付!!】                                                                                              | 2015年02月28日 |
| ヒプノホスピタル | 2015年06月05日 |
| 私の田舎で癒やされませんか? | 2015年07月30日 |
| 立体音響いちゃらぶボイス(姉友ver) | 2015年09月29日 |
| (バイノーラル)ひそひそエッチ 修学旅行のどきどき初体験 | 2015年10月23日 |
| ひそひそボイス 修学旅行のどきどき告白 | 2015年10月23日 |
| 射精で遊ぶ6人の少女～同時舐め尽くし寸止めバイノーラルオナサポ～                                                                                               | 2015年10月30日 |
| 恋人催眠 妄想彼女 | 2015年11月01日 |
| タクノミラジオ | 2016年01月07日 |
| なめぬるり | 2016年01月09日 |
| 変態・沙希先輩の性的尋問 | 2016年01月10日 |
| 甘い恋人とのテレホンセックス | 2016年03月10日 |
| - NTRS - 私がネトラセラレる3つの理由 | 2016年03月18日 |
| おねえちゃんといっしょ～琴姉ちゃんとの甘々でエッチなひと時～                                                                                                  | 2016年05月08日 |
| 優しいJKに筆下ろしされたい ～童貞卒業ボランティア部～ | 2016年05月13日 |
| あなたのお耳、癒します ～巫女さんたちに癒されませんか?～ | 2016年05月28日 |
| あなたを癒やすピアノの調べ ～お誕生日をお祝いされてみませんか?～                                                                                              | 2016年06月17日 |
| 墓守のイシス | 2016年07月09日 |
| ショタお兄ちゃんを弄んじゃう妹ちゃん | 2016年08月10日 |
| 宿無し囁き娘 | 2016年09月02日 |
| さきゅばすどれいさきゅばす | 2017年01月06日 |
| めるてぃーしゅがしゅがるーむ☆彡 | 2017年02月18日 |
| 萌さんの隠れ家耳かき店 | 2017年11月03日 |
| 美少女淫魔の支配～マゾ奴隷への極上100カウントダウン～ | 2017年12月02日 |
| 迷える子羊の道しるべ ～あなたの悩み、すべて受け止めます〜 | 2018年04月01日 |
| ハニートラップランド～尋問の間～ | 2018年05月03日 |
| コスプレ姉妹のアピールタイム 〜第1回 あなたとオフパコ争奪戦〜                                                                                                 | 2018年10月01日 |
| 廃旅館肝試し～すめらぎ旅館の怪～(R18版) | 2018年10月05日 |
| 廃旅館肝試し～すめらぎ旅館の怪～ | 2018年10月05日 |
| 【洗髪・耳かき】あやかし郷愁譚 ～洗濯狐 お紺～【心と体のお洗濯】                                                                                              | 2018年12月15日 |
| 【入浴・耳かき】あやかし郷愁譚 ～洗濯狐 お紺・秋～【焼き芋・香油マッサージ】                                                                                  | 2019年01月01日 |
| おかえりごしゅじんさま ～わがまま白猫の場合～ | 2019年03月13日 |
| 文学少女と筆おろし〜センパイのすべて、見せて下さい〜 | 2019年07月01日 |
| 小悪魔JK姉妹のエロエロ射精管理～耳の奥までトロトロに……♪ | 2019年12月06日 |
| なめぬるり 舞鶴姫編・短編集・紅の愛情詰め合わせ | 2020年01月09日 |
| 【濃厚耳舐め】執拗に耳を舐められながらの筆おろし!女監督も混じって3Pしちゃう3時間☆【両耳舐め】                                                                 | 2020年04月17日 |
| 迷える子羊の道しるべ2～また貴方ですか?しょうがない人ですね～                                                                                                  | 2020年07月01日 |
| スライムっ娘のあまとろ育成計画【3時間超え!】 | 2020年09月25日 |
| 【約6時間】ハーレムギルドの誘惑大戦争〜結婚(仮)スペシャル〜【KU100】                                                                                          | 2020年10月01日 |
| 【第1弾!!超近距離彼女!!】二歳くらい年上のこんな彼女がほしい音声【CV:伊ヶ崎綾香】                                                                              | 2020年10月30日 |
| 新人サキュバスのお〇んぽとれーにんぐ+両耳舐め上級とれーにんぐ                                                                                                 | 2020年11月20日 |
| 【5時間/銚子電鉄車内音/耳かき/砂浜/イルカウォッチング】蓄音レヱル 西瓜【CV.伊ヶ崎綾香】                                                                       | 2020年11月28日 |
| アナタに優しくないようでとっても優しいメイドさん | 2020年12月07日 |
| カップルシートにご用心♪〜先輩にヤリたい放題されちゃいました〜                                                                                                 | 2021年01月01日 |
| 女騎士さんと過ごす新婚生活。 | 2021年01月10日 |
| ゲームの世界から会いにきて〜ヤンデレサキュバスさんはアナタが忘れられないようです〜                                                                            | 2021年02月04日 |
| 先生と僕の放課後〜先生の前で勃起したらそのままヌいてくれました〜                                                                                              | 2021年02月25日 |
| 私達、貴方のことが好きなんです。 | 2021年03月14日 |
| 性的新人勇者狩り〜おま〇こで甘やかして勇者を無力化大作戦〜 | 2021年03月16日 |
| 両耳吐息でゾクゾク☆おち〇ちんシェア性活!! | 2021年04月26日 |
| 耳舐めコンシェルジュ♪ 究極の癒し空間へご案内いたします【KU100バイノーラル】                                                                                   | 2021年05月02日 |
| 宿泊料はおま〇こで～愛を知らない家出娘がキモチイイいちゃらぶ恋人えっちに溺れるまで～                                                                          | 2021年05月13日 |
| 【処女作】ケモ耳座敷童3姉妹秘湯温泉でおもてなし【KU100】 | 2021年06月03日 |
| 落ちこぼれサキュバス姉妹救済計画 | 2021年06月04日 |
| メイドリフレでバイトする教え子達にお〇んぽが勝てないお話 | 2021年06月25日 |
| くっつき日和～からかい上手な幼馴染との秘密の恋～ | 2021年07月02日 |
| お姉さんメイドのあまとろご奉仕タイム!～坊ちゃまのお〇んちんのお世話はメイドの義務ですよ～                                                                     | 2021年07月14日 |
| 同級生幼馴染JKを催眠NTR～オレが先に好きだったから～【KU100/バイノーラル】                                                                                     | 2021年07月28日 |
| 二人のアイドル!～どっちがほしい?私たちのエッチな営業～ | 2021年08月10日 |
| 僕の事が大好きでお〇んちんから身の回りのお世話までしてくれる優しいママ                                                                                        | 2021年08月17日 |
| ケモ耳姫が真!「くっ殺」しながらお耳をちゅぱちゅぱ舐め舐めする話♪【KU100バイノーラル】                                                                         | 2021年09月05日 |
| この歳まで処女なのには理由があるんです～箱入り娘の身体の秘密～                                                                                                | 2021年09月16日 |
| 癒やしも抜きも、アナタの気分次第で選べるマッサージ店 | 2021年09月21日 |
| 舐めて抜く、舐めヌキ風俗店～VIP専用生ハメ中出しイベント開催中♪～                                                                                              | 2021年10月04日 |
| 密着耳元囁き～お布団の中でこっそりエッチ～ | 2021年10月18日 |
| 【エッチシーン効果音同時収録】都会に染まらないための秘密のシキタリ♪～二度と忘れられないほど甘く童貞卒業する夜～                                               | 2021年11月01日 |
| ママの膣内にお帰りなさい♪～二人のママに両側から愛される、お〇んちん甘やかし性活～                                                                             | 2021年11月17日 |
| 妹がお兄ちゃんの性欲を処理するのが当たり前の世界。【バイノーラル】                                                                                            | 2021年11月20日 |
| 【囁き舐め特化】密着耳元囁き2～数えきれないくらい耳元で好きって囁かれ幸福感に包まれるエッチ～                                                                 | 2021年12月20日 |
| 耳舐め手コキレジェンズ | 2021年12月22日 |
| 嫁と義妹と行く家族旅行～嫁が居るのに義妹の誘惑に勝てない僕～                                                                                                  | 2022年01月12日 |
| 【耳舐め沢山】部屋に舐め好き幽霊×2が住みついてエロいことされまくる話【両耳舐め】                                                                              | 2022年01月17日 |
| 欲求不満のナースさん達から精液を絞られまくる入院性活 | 2022年02月01日 |
| 上司と過ごす淫らな夜 | 2022年02月21日 |
| ずーっとお兄ちゃんと一緒!～無垢な妹とイケナイ関係～ | 2022年03月01日 |
| 先輩たちとイク☆さくらんぼ(童貞)狩りの旅♪～甘やかし童貞卒業編～                                                                                                | 2022年03月28日 |
| 【約6時間】魅惑の放課後☆ハーレム日記～3キャラぜーんぶ CV:伊ヶ崎綾香～【KU100バイノーラル】                                                                    | 2022年04月04日 |
| 【お姉さん×筆おろし×両耳舐め】温泉を覗いたらお姉さん達に筆おろしされたお話                                                                                    | 2022年04月18日 |
| 【両耳/耳舐め特化】お姉ちゃん×2の負け確定!?甘いようで甘くないお耳トレーニング♪                                                                                | 2022年05月09日 |
| 酔っ払いのお姉さんたちにお持ち帰りされる話 | 2022年05月23日 |
| 舐めサポ～全身舐めオナニーサポートプログラム～ | 2022年06月06日 |
| 【密着イチャあま】雨の日、お家デート | 2022年06月13日 |
| 【超密着囁き】孕むまでずーっと入れっぱなし～イチャラブ子作りお〇んこ性活～                                                                                    | 2022年06月20日 |
| まいにち∞おふろ～頑張ったあなたへ贈る癒しのバスタイム～ | 2022年07月02日 |
| 性欲が強すぎる姉妹の玩具にされて、気持ちいい事沢山されるお話                                                                                                  | 2022年07月04日 |
| 【両耳舐め】耳でイク!オナサポ学園～甘やかし全肯定幸せお射精編～                                                                                               | 2022年07月07日 |
| ダウナー系メイド姉妹のエッチな両耳責め研修 | 2022年07月14日 |
| 密着囁きカップルシート漫喫タイム | 2022年08月03日 |
| ケモ耳娘達の両耳イチャペロご奉仕! | 2022年08月10日 |
| 女性向け風俗店のキャストになってハーレムざんまい性活♪ | 2022年08月15日 |
| 【新シリーズ開幕記念♪永久特価660円!!】瑠璃雪楼の前奏曲 メイド長六花の癒し【KU100ハイレゾ】                                                                    | 2022年09月04日 |
| 【舐め特化】貴方の子種で孕みたいお嬢様(メス)の媚び媚び舐め奉仕                                                                                                | 2022年09月08日 |
| エッチで成仏!?アナタの事が大好きすぎる居候幽霊ちゃん | 2022年09月13日 |
| 【サークル設立記念110円!】隣のぽかぽかお姉ちゃんと癒しの舐め舐めスイートハウス 〜ゆるとろおまんこで優しくぎゅ〜ってしてあげる〜【KU100】                      | 2022年09月16日 |
| 【両耳舐め×マッサージ】気持ちよくなる事しか考えられなくなる両耳舐め誘惑マッサージ店                                                                           | 2022年09月19日 |
| 【KU100】姉がガチオナしているところを見ちゃったら、そのまま肉バイブにされた件について                                                                         | 2022年10月01日 |
| 【超両耳密着ご奉仕】少子化対策で貴方は2人のお嫁さんを貰う事になりました!【両耳舐め】                                                                          | 2022年10月05日 |
| 勃起しすぎて気が狂いそうになるまで両耳を舐められまくる耳舐めカフェ♪                                                                                           | 2022年10月19日 |
| 雪城エリーのちょっとM向けおしおき拘束搾精いちゃいちゃエッチ【超昂大戦スピンオフ】                                                                             | 2022年10月27日 |
| 耳食べメイド～坊ちゃんの毎晩お耳で射精訓練～【KU100】 | 2022年11月12日 |
| 入院中溜まらないように毎日抜いてくれる担当ナースさんがいる病院                                                                                                | 2022年11月16日 |
| 【両耳舐め】サキュバスの双子姉妹に仲良くシェアされて両耳密着囁き距離でたっぷり愛してもらう話                                                                  | 2022年11月22日 |
| 頼めばヤらせてくれるってウワサの先輩 | 2022年12月27日 |
| 【ねっとり吐息多め】悪戯好きのお姉さんの耳元囁き誘惑エッチ【耳舐め】                                                                                          | 2023年01月03日 |
| 【密着囁きと淫語でお耳力上昇】「こんにちは、お耳イヤスズ会です」〜宗教勧誘に来たバツイチお姉さんにお耳も×××も清められた話〜【耳元に感じる鼻息吐息】           | 2023年01月27日 |
| パパ活JKに精液もお金も枯れるまで絞られる話 | 2023年02月02日 |
| ダウナー系メイドの毎日搾精計画～地球最後の人類(貴方)の精液は貴重なんです～                                                                                    | 2023年03月09日 |
| 【たっぷり約184分】年上女性に甘やかされて絞られるママ活性活                                                                                                   | 2023年03月20日 |
| 【オナニー屋さん✨ゆあせるふ】J〇の子宮ティッシュに精子コキ捨て♪【ささやき】                                                                                  | 2023年04月01日 |
| えっちな耳舐めカスタム音声〜あまあまイジワル責められたいにゃー!!〜                                                                                            | 2023年04月04日 |
| 飲み過ぎで潰れたら先輩に襲われて、そのまま付き合う事になった話                                                                                                | 2023年04月05日 |
| 童貞専門風俗店あまあま筆おろし幸せ中出しコース | 2023年04月10日 |
| 押しかけ女房系サキュバスにトロトロになるまで愛されて、甘やかされて、絞られるお話♪                                                                             | 2023年04月17日 |
| 新人メイドの秘密のお〇んこ奉仕♪ | 2023年04月20日 |
| 「まだ帰りたくないのっ…」地雷系彼女とお泊まりえっちで酔い潰れっ!【ASMRボイスドラマ版】                                                                        | 2023年04月25日 |
| 「まだ帰りたくないのっ…」地雷系彼女とお泊まりえっちで酔い潰れっ!【アニメ版】                                                                                  | 2023年04月25日 |
| 【KU100】清楚系ドスケベお姉ちゃんサキュバスとセックス三昧おまんこデート                                                                                       | 2023年04月28日 |
| 【密着囁き大好き耳舐め】アナタが寝ている間の密着囁き告白♪耳舐めだけじゃ終わらない秘密の悪戯!                                                                  | 2023年05月08日 |
| エッチなお姉さん達の両耳舐めお〇んちんお仕置きトレーニング | 2023年05月11日 |
| 【約9時間26分収録】ひだまりみるくてぃ甘め作品パック | 2023年05月15日 |
| 旅先で出会った温泉女子達と生ハメ混浴温泉 | 2023年05月18日 |
| 【8日間限定5大特典】青春べろちゅー委員会♪～絶頂キステクで、口内恋愛のいろはをレクチャーします!                                                                | 2023年05月21日 |
| お耳癒やし付きメニュー、始めました♪ | 2023年05月29日 |
| 【約6時間40分収録】優しいお姉さんパック | 2023年06月03日 |
| 嫌な事を全部"気持ちいい"で忘れさせてくれるナースさん♪ | 2023年06月06日 |
| エルフ姉妹の両耳囁き孕ませおねだり♪ ～二人が孕むまで元の世界には帰れません!～                                                                                 | 2023年06月09日 |
| 【99円】クラスのおとなしめな女の子と性教育の実技演習をすることになったけど、彼女はえっちことにはおとなしくはなかったです。                                    | 2023年06月11日 |
| 無知なフリして親戚のお姉ちゃん達に悪戯し放題♪→バレてお仕置き!枯れるまでお射精させられる。                                                                     | 2023年06月16日 |
| 【99円】オナサポコンビニ ～耳舐めしながら気持ち良い射精に導いてくれる人妻店員さん～                                                                           | 2023年06月20日 |
| 生意気メイドに手玉に取られるお射精性活からの凶悪お〇んちんでわからせっ! 一粒で二度美味しい♪メイドさんが性処理してくれる性活。                                 | 2023年06月23日 |
| 【99円】メイドの逆襲 ～夜這いで教育。逆レイプ射精管理～ | 2023年06月30日 |
| 【99円】サキュバスにパイズリされて、精液を搾り取られる…… | 2023年07月06日 |
| エロゲーから出てきたハイエルフの聖女とセックス漬けの生活【KU100】                                                                                             | 2023年07月07日 |
| 【99円】近所のお姉さんに、しこしこを手伝ってもらってるんだ | 2023年07月12日 |
| 毎日母娘丼〜隣の母娘がエロ過ぎて枯れちゃいそう!～ | 2023年07月14日 |
| 【99円】幼なじみとキス練習をしてたら本気になってどハマりしそう                                                                                                | 2023年07月21日 |
| マッチングアプリで会った女の子に射精管理!? | 2023年07月26日 |
| 【99円】僕のことが大大大好きな猫耳娘のラブラブ耳舐め | 2023年08月06日 |
| 【両耳密着ご奉仕プレイ】裏部活メンエス部【両耳舐め】(2時間41分)                                                                                               | 2023年08月10日 |
| 幼馴染にシコネタばれ!?あまーいM調教♪ | 2023年08月11日 |
| 僕のことを大好きな異世界ネコ耳メイドが今夜も発情中【ASMR版】                                                                                                  | 2023年08月25日 |
| 僕のことを大好きな異世界ネコ耳メイドが今夜も発情中【アニメ版】                                                                                                | 2023年08月25日 |
| 【エッチ極振り】開始数分即ハメボイス～可愛い後輩は酔わせてお持ち帰り→即生ハメしちゃう先輩に捕まって逃げられない!～                                            | 2023年08月28日 |
| お姉さんの性欲解消!?癒しの耳舐めエステサロン | 2023年08月30日 |
| 【吐息/耳舐め/ベロチュー】勉強したくないお嬢様は貴方のお耳に悪戯をする。                                                                                      | 2023年09月06日 |
| P活女子の性事情 | 2023年09月27日 |
| 【メイドさんハーレム♪】瑠璃雪楼の幻想曲 メイド長 夜伽メイド 修道メイドによる癒やしとえっちの三重奏【KU100ハイレゾ】                                           | 2023年10月01日 |
| 女子寮の管理人になったら精子が枯れそうな件! | 2023年10月05日 |
| 真面目な委員長は舐め好きムッツリスケベ!?全身舐められまくって精液抜かれまくる性活!                                                                             | 2023年10月19日 |
| 押しに弱くてチョロすぎる後輩の地味巨乳ちゃん。実は超・絶倫女子で返り討ちにされた僕。                                                                          | 2023年10月22日 |
| 射精管理!?2人のアイドルのお・も・ちゃ♪ | 2023年10月25日 |
| 【楠製耳掻き・リラクゼーション安眠導入】蓄音レヱル 西瓜【CV.伊ヶ崎綾香】                                                                                      | 2023年10月27日 |
| 兄にガチ恋しちゃった妹と純愛あまとろ中出しえっち【ASMR版】 | 2023年10月31日 |
| 兄にガチ恋しちゃった妹と純愛あまとろ中出しえっち【アニメ版】                                                                                                  | 2023年10月31日 |
| 高額支援額1位の貴方は他リスナーに見せつけ!お○んぽ使った公開生配信で優越感MAXなお射精をしまくる話                                                              | 2023年11月07日 |
| 童貞卒業!?幼馴染と濃厚Wえっち♪ | 2023年11月15日 |
| 汗の臭いで発情するマネージャーの濃厚チン嗅ぎ密着エッチ【ASMR版】                                                                                              | 2023年11月27日 |
| 汗の臭いで発情するマネージャーの濃厚チン嗅ぎ密着エッチ【アニメ版】                                                                                            | 2023年11月27日 |
| 妹と彼女の射精管理 | 2023年12月13日 |
| 両耳密着囁きメイドのオナサポご奉仕♪～坊ちゃまのお◯んちんのイライラは全部私達が解消致します!～                                                                 | 2023年12月18日 |
| 一人旅中布団で寝ていたら隣の部屋のキス魔な人妻さんが乱入!旦那さんに間違われてエッチなこと沢山されるお話♪                                                      | 2023年12月28日 |
| 【効果音同時収録で超エッチ♪】エッチな魔法で悪戯ばかりしてくるサキュバス娘に手玉に取られる性活!                                                                | 2024年01月15日 |
| 乳首責め特化型!?出張マッサージ～ゆっくり開発しましょ?～ | 2024年01月17日 |
| パパ活女子にお仕置きしようとしたら返り討ちにされて、お○んぽ完全敗北させられるお話                                                                             | 2024年01月29日 |
| 【口移し冷水補給】銭湯の若女将(22歳)、洗髪・サウナ・混浴からのxxx揉み洗いサービス始めました【密着濃厚】                                                       | 2024年02月03日 |
| ご主人様大好き!すぐに発情しちゃうウサギさんのイチャ甘おねだりエッチ♪                                                                                          | 2024年02月12日 |
| 清楚ビッチな後輩達と、とろっとろ中だしエッチ | 2024年02月14日 |
| ダウナーメイドさんに、ねっとり責められエッチ♪ お仕事のストレスをどMなご主人様で解消!?                                                                         | 2024年02月14日 |
| 勇者様はお客様☆世界征服より娼館経営!?魔王様の『お耳が気持ちよくなる耳攻め特化娼館』でおもてなし♪                                                              | 2024年02月22日 |
| 旅館の中居さんの癒しプラン～乳首責められながらの中だしえっち♪～                                                                                               | 2024年02月23日 |
| 裏アカJKとハメ撮りえっち～形勢逆転!?乳首責めで絶頂～ | 2024年03月13日 |
| 可愛いJ◯二人が貴方のママになって癒してくれるお話 | 2024年04月22日 |
| ナース達に溜まりまくったおちんちんを玩具にされて負け射精が止まらない入院性活♪                                                                                 | 2024年04月24日 |
| 僕だけに優しいもちもち巨乳の先輩に、アフター5でサれまくるお話 〜右も左も舐められまくる不思議なバベル式耳責めをご堪能あれ〜                                    | 2024年04月26日 |
| 弟がお姉ちゃんの玩具になるのは当然です!? | 2024年04月26日 |
| 頼まれると断れない家庭教師お姉ちゃんと無理ヤりセックス | 2024年04月27日 |
| 「えっちなメイドで、ごめんなさぃいっ」 地雷系彼女がコスプレえっちでおもてなしっ!【ASMR版】                                                                    | 2024年04月28日 |
| 「えっちなメイドで、ごめんなさぃいっ」 地雷系彼女がコスプレえっちでおもてなしっ!【アニメ版】                                                                  | 2024年04月28日 |
| 転生したら爆乳エルフママに毎日溺愛される人生だった | 2024年04月30日 |
| ハーレムナースのモテモテ乱交大作戦【KU100】 | 2024年05月01日 |
| 見積もりでオナサポ♪契約でお口抜き♪複数人紹介でおまんこOK☆SNSで気軽にメッセージお待ちしてまーす♪                                                               | 2024年05月08日 |
| ダウナー系幼馴染は、アナタのお耳を開発したい～2日間のお耳開発日記～                                                                                           | 2024年05月08日 |
| アイドルの裏お小遣い稼ぎ☆耳舐めオプションで内緒のお射精♪ | 2024年05月21日 |
| 神様のえっちなご利益!?精液と一緒に悪い気を吸い取っちゃいます♪ ～中だし射精で開運えっち～                                                                      | 2024年05月24日 |
| 「ゴブリン並みじゃん。精力えっぐ!」つよつよ黒髪エルフちゃんとらぶらぶケモノックス【ASMR版】                                                                   | 2024年05月24日 |
| 「ゴブリン並みじゃん。精力えっぐ!」つよつよ黒髪エルフちゃんとらぶらぶケモノックス【アニメ版】                                                                 | 2024年05月24日 |
| 逆ナンしてきたおねーさんで童貞卒業中出しエッチ | 2024年05月25日 |
| 欲求不満な人妻さんを満足させる簡単なお仕事です♪ | 2024年05月29日 |
| 耳舐め好きさんいらっしゃい♪～双子の息ぴったりぐっぽり両耳舐めで両耳を犯されながらのお射精メニュー始めました♪～                                                | 2024年06月09日 |
| 神様に狙われていた!?甘やかしエッチ!乳首触りあいっこで、おちんぽ精液採取♪                                                                                      | 2024年06月15日 |
| 【吐息感じる密着囁き】ネカフェでシコってるとエッチな人妻の店員さんに食べられちゃうよ♪                                                                         | 2024年06月20日 |
| 仲良しメイドのとろっとろ耳舐め～密着♪囁きの誘惑～ | 2024年06月26日 |
| 憧れのお姉さんの童貞卒業レッスン♪ | 2024年07月03日 |
| 満足度100%!仲居のお姉さん達が付きっきりでおちんちんを癒してくれる高級宿                                                                                       | 2024年07月11日 |
| 双子のサキュバスお射精誘惑～精液いっぱい貢いでください～ | 2024年07月17日 |
| 転生百合 ～転生してもヤバい人たちから逃げられない件～ | 2024年07月20日 |
| 心も身体もおちんぽも。ぜーんぶ癒やしてくれるヒーラーのお姉さん                                                                                                | 2024年07月25日 |
| 【KU100】異世界娘のデリヘル嬢～発情期ドラゴン娘が逆デリヘル状態で貪るエッチ                                                                                   | 2024年08月04日 |
| 巨乳ママデリヘル～密着したままぐっぽりお耳責め～ | 2024年08月12日 |
| エロゲーから出てきたハイエルフの聖女とセックス漬けの夏【KU100】                                                                                               | 2024年08月15日 |
| 放課後筆おろし部～憧れの先輩達に挟まれて極上の童貞卒業エッチ～                                                                                                | 2024年08月15日 |
| 彼女と旅館でお泊りエッチ～ローションで乳首責めされながら、生挿入～                                                                                            | 2024年08月22日 |
| 【耳舐め特化】新妻の義姉は旦那がヤラせてくれない耳舐めを僕で解消しようとする。～射精禁止から●●●までエスカレートしていく関係～                                 | 2024年08月30日 |
| 限界射精トレーニング♪お射精は一回だけ!?～気持ちいおもらししましょうね?～                                                                                      | 2024年09月11日 |
| 無知でかわいいピュア幼馴染ちゃんにえちえちトロ甘スキンシップ【海辺でいちゃいちゃASMR】                                                                        | 2024年09月13日 |
| 終電逃してお泊り会☆先輩達にエッチな悪戯をされまくり、そのまま童貞卒業させられちゃう話                                                                         | 2024年09月20日 |
| 内気な淫魔と契約してえっちなことする話【ASMR版】 | 2024年09月27日 |
| 内気な淫魔と契約してえっちなことする話【アニメ版】 | 2024年09月27日 |
| 膣内に射精しただけじゃ満足できない彼女 | 2024年10月17日 |
| 空気な僕と優しいギャルの七星さん【CV伊ヶ崎綾香】 | 2024年10月28日 |
| 既成事実を作れば問題ないでしょ? | 2024年10月28日 |
| 【密着多め】キスが大好きな彼女に、いちゃいちゃ甘えられて、お口も耳も身体も舐めとかされる休日♪                                                                 | 2024年10月30日 |
| 限界まで精液搾取!?～いっぱい射精できるようにトレーニングしましょう?～                                                                                         | 2024年11月20日 |
| 【耳責め特化】《普通の耳には戻れない》超敏感耳に開発されちゃうと噂の耳責めエステ                                                                              | 2024年11月26日 |
| 搾精スキルMAXのおっぱいナース淫音まみれ〜おはようからおやすみまでヂュルヂュルジュポジュポ♪〜                                                                  | 2024年12月02日 |
| 居候双子サキュバスは大好きなご主人様を全肯定甘やかし♪～両耳密着ご奉仕プレイで癒しのお射精性活～                                                               | 2024年12月18日 |
| 【セット版】暗殺者だった女僧侶さんに誘惑されて～あまあまおっぱい処刑されてしまうマゾ看守さん～                                                                | 2024年12月22日 |
| 【ASMR版】暗殺者だった女僧侶さんに誘惑されて～あまあまおっぱい処刑されてしまうマゾ看守さん～                                                                  | 2024年12月22日 |
| 【テレパシーで】俺にだけ聞こえてる清楚な美人巨乳先生のドスケベ淫乱ビッチ妄想!【全部聞こえる】                                                                 | 2024年12月27日 |
| 絶対処女 神捧ノ聖女 ホーリーバージン・スメルフェチアナルビッチ                                                                                                | 2024年12月30日 |
| 事務的彼女は僕の前だけチョロくなる～昼間(仕事)は真面目で、夜(プライベート)は激しいナースなカノジョと入院性活～                                                | 2024年12月31日 |
| 【甘サド乳首責め】推し配信者の性処理ペットにされちゃいました♪ ～えっちな配信者のお姉さんに毎日ねちっこ～く乳首責めされて甘マゾお射精ペットになりさがるお話♪～ | 2025年01月24日 |
| 【ボイスコミック】ぴえんな地雷系彼女1 〜泥酔宅飲みえっち!〜                                                                                                   | 2025年02月07日 |
| アナタの勃起ちんぽに興味を持ったギャル達の、お射精誘惑♪～放課後のあまあま密着セックス～                                                                       | 2025年02月19日 |
| 【両耳責め特化】双子ナースの敏感耳&乳首治療入院コース☆ | 2025年03月14日 |
| 【ASMR版】彼氏持ちプロレイヤー&新人JKコスプレイヤーと老舗温泉宿で秘密の撮影会エッチ                                                                           | 2025年06月08日 |
| 【Live2Dアニメーション版】トロけるつながり射精♡綾姉のまったり密着マッサージ                                                                                   | 2025年06月19日 |
| 【絶頂リフレ】癒しのトロあま密着ASMR♡〜深イキ連続絶頂で心も身体も満たされる性感マッサージ〜                                                                   | 2025年06月20日 |
| [KU100]お姉ちゃんハーレム ～ボクのことが大好きなお姉ちゃんたちとの、性癖全開あまあまえっちな日々～                                                            | 2025年07月15日 |
| 【KU100★CV:伊ヶ崎綾香】純粋無垢な慈悲深い天使を発情堕天させてみたら                                                                                           | 2025年07月23日 |
| 美人母娘のオナニーをお手伝いするアルバイト性活！ | 2025年08月11日 |

| 作品タイトル                        | 放送開始日     | 担当キャラクター |
| ----------------------------------- | -------------- | ---------------- |
| 洗い屋さん!〜俺とアイツが女湯で!?〜 | 2019年04月07日 | 佐々倉芽衣       |
| レヱル・ロマネスク                  | 2020年10月03日 | 西瓜             |
| レヱル・ロマネスク2                 | 2023年10月05日 | 西瓜             |

| 作品タイトル                                                   | 販売日         | 担当キャラクター | ブランド           | 年齢指定 |
| -------------------------------------------------------------- | -------------- | ---------------- | ------------------ | -------- |
| リアルエロゲシチュエーション！THE ANIMATION 第2巻              | 2018年08月31日 | 鳥居 卯衣役      | ピンクパイナップル | R18      |
| リアルエロゲシチュエーション！THE ANIMATION ブルーレイ完全版   | 2019年09月27日 | 鳥居 卯衣役      | ピンクパイナップル | R18      |
| リアルエロゲシチュエーション！2 THE ANIMATION 第1巻            | 2021年02月26日 | 時任 りの役      | ピンクパイナップル | R18      |
| リアルエロゲシチュエーション！2 THE ANIMATION 第2巻            | 2021年05月28日 | 時任 りの役      | ピンクパイナップル | R18      |
| リアルエロゲシチュエーション！2 THE ANIMATION ブルーレイ完全版 | 2022年01月28日 | 時任 りの役      | ピンクパイナップル | R18      |

| 作品タイトル                                                           | 放送期間                       | 放送元 |
| ---------------------------------------------------------------------- | ------------------------------ | ------ |
| 《音泉》Presentsダミーヘッドマイクであなたの耳と心を幸せにしたいラジオ | 2018年04月09日                 | 音泉   |
| 耳かきマッドサイエンティスト伊ヶ崎がダミヘで世界征服を目論むラジオ。   | 2018年05月09日～2022年12月28日 | 音泉   |
| 伊ヶ崎綾香のバイノーラル音喫茶                                         | 2023年01月25日～放送中         | 音泉   |

| 作品タイトル                                             | 販売日         | 担当(太字は主役・メインキャラクター)       |
| -------------------------------------------------------- | -------------- | ------------------------------------------ |
| ハプニングLOVE!!                                         | 2016年02月26日 | 霧島 美咲役                                |
| 発射できない男(仮)                                       | 2016年07月29日 | 小鳥遊・S・七穂役                          |
| キミトユメミシ                                           | 2016年07月29日 | あかね役                                   |
| 淫楽リラクゼーション ～細い指先のテクニック～            | 2016年12月22日 | 泡海 奈央役                                |
| 癒しの女神の実験台                                       | 2017年09月29日 | 黒崎 幸枝役                                |
| 筆下ろしママ ～溢れる白濁&ミルク～                       | 2017年11月24日 | 宮崎 紅音役                                |
| 僕らの世界に祝福を                                       | 2017年11月24日 | 楠 美香役                                  |
| リアルエロゲシチュエーション! H×3                        | 2018年01月26日 | 鳥居 卯衣役                                |
| 寝取られ女子～彼にはイエナイ私のヒミツ～                 | 2018年02月23日 | 猪坂 沙耶役                                |
| 入淫病棟 ～ドSナースで無限絶頂～                         | 2018年04月27日 | 佐々木 麻友役                              |
| 抜きゲーみたいな島に住んでる貧乳はどうすりゃいいですか?  | 2018年07月27日 | 仙波 光姫役                                |
| 恋はもふもふ!ラブ・ミー・テディ                          | 2018年08月31日 | 草津 芽衣役                                |
| 異世界に召喚された俺は寝取られスキル持ちだった!?         | 2018年09月28日 | アリエル・ラウンズ役                       |
| ネムれる園の少女たち                                     | 2018年12月21日 | ナナリー先生役                             |
| 下々の生活を嗜むための集い                               | 2018年12月21日 | 聖城橋 静良役                              |
| 俺のアレが神聖過ぎて重宝されるんだが！？                 | 2019年02月22日 | シャーロット役                             |
| らぶこみゅ                                               | 2019年03月29日 | 生駒 美弦役                                |
| アイカノ ～雪空のトライアングル～                        | 2019年05月31日 | 風花 小春役                                |
| 抜きゲーみたいな島に住んでる貧乳はどうすりゃいいですか?2 | 2019年07月26日 | 仙波 光姫役                                |
| あまママほりっく                                         | 2020年03月27日 | 高崎 のぞみ役                              |
| リアルエロゲシチュエーション!2                           | 2020年04月24日 | 時任 りの役                                |
| 安らぎ香る旅館 ～2人とのユートピア～                     | 2020年08月28日 | 綾子役                                     |
| あまあま★シェアリング                                    | 2020年08月28日 | 芦野 花恋役                                |
| まいてつ Last Run!!                                      | 2020年10月30日 | 西瓜役                                     |
| 隷嬢管理棟 ～制服少女たちの搾乳隷属記～                  | 2020年12月25日 | 沖野 舞香役                                |
| 悪魔と夜と異世界と                                       | 2022年11月25日 | エリザ(エリザベート・リア・クラウソラス)役 |
| ネトゲの世界で出会った巨乳彼女とおふぱこ！               | 2022年12月23日 | 家村 歩役                                  |
| リアルエロゲシチュエーション！DT                         | 2023年3月31日  | 姉川 絢音役                                |
| ハニカム                                                 | 2023年09月01日 | 性格:母性役                                |
| 侵蝕                                                     | 2023年09月29日 | 沖名 美汐役                                |
| 上流妻～セレブ母娘に復讐わからSEX～                      | 2024年01月26日 | 鷹宮 エマ役                                |
| 僕と先生の個人授業2                                      | 2024年06月28日 | 萩野 宇美役                                |
| オトメ世界の歩き方 THE MAIDEN'S WORLD                    | 2024年10月25日 | 本多 マユミ役                              |
| 催眠性指導 -Secret Lesson-                               | 2024年12月20日 | 桜庭 まゆ役                                |
| 妹(姉)は兄(弟)の性癖を歪ませたい！                       | 2025年03月28日 | 熊耳 花衣(妹)・熊耳 桜月(姉)役             |
| 蠢牝～仄ちやう滴り～                                     | 2025年03月28日 | 皐部 美月役                                |
| ギャルズフィクション                                     | 2025年07月25日 | 東雲 すず役                                |
| 昨日より大人になるイキ抜き温泉旅                         | 2025年08月29日 | 花風 美里役                                |
| 聖奴隷学園3                                              | 2025年09月26日 | 美船 汐里役                                |

| 作品タイトル                                        | 販売日         | 担当(太字は主役・メインキャラクター) |
| --------------------------------------------------- | -------------- | ------------------------------------ |
| アイカノ ～雪空のトライアングル～ (PlaySation4)     | 2020年10月29日 | 風花 小春役                          |
| アイカノ ～雪空のトライアングル～ (Nintendo Switch) | 2020年10月29日 | 風花 小春役                          |
| スサノオ ～日本神話RPG～ (Nintendo Switch)          | 2021年07月29日 | ウズメ役                             |

| 作品タイトル                        | サービス開始日 | 担当(太字は主役・メインキャラクター) |
| ----------------------------------- | -------------- | ------------------------------------ |
| 超昂大戦 エスカレーションヒロインズ | 2020年11月25日 | エスカ・アメイズ / 雪城エリー        |

| 作品タイトル                                     | 放送日         | 担当                                                  | 放送        |
| ------------------------------------------------ | -------------- | ----------------------------------------------------- | ----------- |
| 伊ヶ崎綾香＆藤川なつと行くバイノーラル修学旅行!! | 2016年08月23日 | パーソナリティ                                        | LR NICOLIVE |
| 妄想バレンタイン(告白ボイス)                     | 2017年02月13日 | 複数キャラクター ディレクション/シナリオ/効果音提供等 | NicoBox     |

| 作品タイトル                                | 発売日         | 担当キャラクター       |
| ------------------------------------------- | -------------- | ---------------------- |
| Healing♡Lover                               | 2019年03月29日 | ルリ                   |
| アニメ『迷情』(日本語吹き替え版)            | 2021年03月26日 | 胧月                   |
| 【ASMR】貴方を幸せにする5分間 CV.伊ヶ崎綾香 | 2022年10月07日 | 奏 志桜里              |
| 恋来い温泉物語VR                            | 2022年10月11日 | 万葉桜愛               |
| 【ASMR】ナイショの全身蕩けるマッサージ店    | 2022年12月23日 | マッサージ店のお姉さん |